# Knjigoprodavci
U mnogo ranija vremena, sve što je bilo vezano za knjigu bilo je vezano i za crkvu. Crkva je u srednjem veku bila maksimalno povezana sa knjigama, što zbog prepisivača, što zbog školstva koje je tada bilo situirano u crkvi. Usledila je želja za promenom, želja da se školstvo i knjiga odvoje od crkve, što na kraju i uspeva. Prosvetno-književni pokret želi da se obrati samom narodu i da obitava u njegovim redovima, pobegavši tako iz srednjevekovnih ograda. Naime, knjiga je dugo vremena bila namеnjena samo određenoj grupi ljudi. Prvo su to bili crkveni ljudi a kasnije je bila namenjena samo za najbrazovaniji stalež. Konačno, prosveta uspeva da se otrgne od crkve i sada kada se knjige nalaze van crkvene biblioteke, treba pronaći ljude koji mogu da ih rašire. Najbolji za ovakav posao bili su trgovci koju su imali dosta veza kako sa Mletačkom republikom, tako i sa svim tadašnjim bitnijim centrima.

## Izdavanje knjiga
Izdavanje knjiga vršilo se na dva načina:
1. mecenatski[1] – štampa za knjigu bi bila plaćena od strane pretplatnika
2. prenumeracija[1] – oni koji bi plaćali štampu knjige bili su uviđeniji građani koji bi ponekad zatražili da se i njihova imena nađu na knjizi

## Prvi knjigoprodavci
Kako Stojan Novaković navodi, treba razlikovati prve knjigoprodavce od „savremenijih“. Naime, kada bi izradio knjigu i uslišio sve želje pretplatnika, knjigoprodavac bi odnosio klijentu knjigu, na noge. Prvi od takvih je bio Jeremija Obradović Karadžić poznat i kao Slepac Jeremija jer je bio nepotpuno slep. Bio je poreklom iz Podrinja i govorio je da je rod Vuku Stefanoviću Karadžiću. Izdanja Jeremije Obradovića Karadžića počinju 1849, guslarskim stihovima o madžarskoj buni. U njegovim izdanjima nije bilo poezije niti pesničke kompozicije, ali je običnim, svakome razumljivim načinom, u stihove složeno sve ono što misli i oseća niži red čitalačke publike. Za potrebu iste te publike Jeremija je 1853. godine izdao Pesmaricu, neku vrstu antologije onih pesama što se pevaju. Takvi su zbornici kod ovih izdavača često objavljivani. Godine 1854. izašlo je novo izdanje u kome ima 301 pesma. Kakva je redakcija može se prepoznati po tome što ni pod jednom pesmom nije potpisan nijedan pisac. Posle izlaska Turaka iz gradova Srbije 1867. štampao je neke stihove Vasilija Stefanovića Srbska vila i turska uktača ili Užičanka. To je najpoznatija Jeremijina radnja na preštampavanju. Opus njegovih izrada je bio veoma šarolik i zbog toga se njegov rad jako poštuje. Starost ovom knjigoprodavcu nije dopuštala da nastavi sa svojim poslom i oko 1880. godine umire.
Sledeći na spisku je savremenik prethodno pomenutog, a to je Hadži-Aleksa O. Popović. Bio je nešto imućniji i prepredeniji od Jeremije. Za razliku od njega koji je knjige nosio o sebe, Hadži-Aleksa je imao kola. U repertoaru njegovih književnih tovara nalazilo se, uglavnom, ono isto što i kod Jeremije. I on je kao i Jeremija pripremao i nova izdanja književnih dela koja su trebala za njegova književna kola. On sa svojim radom započinje 1857. godine štampanjem Života Gospoda i spas našeg Isusa Hrista, dela Paula Berića. Iste godine štampao je jednu knjižicu Raznih junačkih narodnih pesama i Sanovnik i Roždanik po Nušićevoj preradi. Godine 1866. štampao je za ljude nevešte računanju Prostu računicu i ponovo knjigu Srpskih narodnih junačkih pesama koju je štampao 1857. godine. Godine 1869. štampao je knjigu Srpskih narodnih junačkih pesama od A. Kačića. Kao njegov savremenik Jeremija O. Karadžić, ni Hadži-Aleksa nije mario za to da se njegova izdanja objave u nekim kritikama, već je bio usredsređen na svoju klijentelu.

## Savremeniji knjigoprodavci
U savremenije knjigoprodavce možemo uvrstiti Velimira Valožića. Za razliku od O. Karadžića i Hadži-Alekse, Valožić je imao svoju knjižaru, najstariju u Srpstvu ali po ugledu na pomenutu dvojicu, na svoje police postavlja knjige za svaku vrstu publike. Knjižarnica V. Valožića unela je u repertoar naše prosto-narodne publike senzacioni evropski roman, vrstu knjige, koju su kasnije i drugi negovali. Mana koju je imao „savremeniji“ knjgoprodavac je ta što njima nije bilo toliko stalo do samog izdanja, koliko, zapravo, do samog preuzimanja posla.